# Live & Rare
Live & Rare ist ein Live- und Kompilationsalbum der US-amerikanischen Nu-Metal-Band KoЯn. Es wurde am 4. Mai 2006 über die Labels Epic Records, Immortal Records und Sony Music veröffentlicht.

## Inhalt
Die auf dem Album enthaltenen Lieder sind zum Großteil Live-Aufnahmen von verschiedenen Auftritten der Gruppe. So stammen sieben Songs von dem Konzert der Band im CBGB’s in New York City am 24. November 2003. Der Track Another Brick in the Wall (Part 1, 2, 3) ist eine Coverversion von Pink Floyd und wurde beim Festival Projekt Revolution in Maryland Heights am 25. August 2004 mitgeschnitten. One wurde von Korn am 3. Mai 2003 auf dem MTV ICON: Metallica live gespielt. Die Liveversionen von My Gift to You und A.D.I.D.A.S. stammen vom Auftritt der Gruppe beim Festival Woodstock III am 23. Juli 1999. Außerdem sind die Studioversionen der Stücke Earache My Eye (Coverversion von Cheech und Chong) sowie Proud auf der Kompilation enthalten.

## Covergestaltung
| Professionelle Bewertungen | Professionelle Bewertungen |
| -------------------------- | -------------------------- |
| Kritiken                   |                            |
| Quelle                     | Bewertung                  |
| allmusic                   | [ 1 ]                      |

Das Albumcover zeigt eine Hand mit Unterarm hinter einem Drahtgitter. Auf dem Unterarm befindet sich in Schwarz der Schriftzug KoЯn. Im unteren Teil des Bildes steht der weiße Titel Live & Rare. Der Hintergrund ist grau gehalten.

## Titelliste
| #  | Titel                                    | Länge | Anmerkung |
| -- | ---------------------------------------- | ----- | --- |
| 1  | Did My Time                              | 4:12  | live im CBGB’s in New York City, 2003                                                                               |
| 2  | Blind                                    | 4:12  | live im CBGB’s in New York City, 2003                                                                               |
| 3  | Falling Away from Me                     | 4:15  | live im CBGB’s in New York City, 2003                                                                               |
| 4  | Right Now                                | 3:05  | live im CBGB’s in New York City, 2003                                                                               |
| 5  | Got the Life                             | 4:06  | live im CBGB’s in New York City, 2003                                                                               |
| 6  | Here to Stay                             | 4:19  | live im CBGB’s in New York City, 2003                                                                               |
| 7  | Freak on a Leash                         | 4:25  | live im CBGB’s in New York City, 2003                                                                               |
| 8  | Another Brick in the Wall (Part 1, 2, 3) | 8:21  | live beim Projekt Revolution in Maryland Heights, 2004                                                              |
| 9  | One                                      | 4:27  | live beim MTV ICON: Metallica, 2003                                                                                 |
| 10 | My Gift to You                           | 6:13  | live beim Woodstock III, 1999                                                                                       |
| 11 | A.D.I.D.A.S.                             | 3:50  | live beim Woodstock III, 1999                                                                                       |
| 12 | Earache My Eye                           | 4:50  | Studioversion, Cover von Cheech und Chong (ursprünglich als Hidden Track auf dem Album Follow the Leader enthalten) |
| 13 | Proud                                    | 3:26  | Studioversion (ursprünglich auf dem Soundtrack zum Film Ich weiß, was du letzten Sommer getan hast enthalten)       |

## Chartplatzierungen
Live & Rare erreichte in den deutschen Charts Platz 72 und hielt sich eine Woche in den Top 100. In den Vereinigten Staaten belegte das Album Rang 51 und verließ die Charts nach vier Wochen.